# Ronde van Frankrijk 1958
| Route van de Ronde van Frankrijk 1958. |                     |              |
| Eindklassement                         |                     |              |
| Algemeen klassement                    | Charly Gaul         | 116u 59' 05" |
| Tweede                                 | Vito Favero         | + 3' 10"     |
| Derde                                  | Raphaël Geminiani   | + 3' 41"     |
| Vierde                                 | Jean Adriaensens    | + 7' 16"     |
| Vijfde                                 | Gastone Nencini     | + 13' 33"    |
| Zesde                                  | Jef Planckaert      | + 28' 01"    |
| Zevende                                | Louison Bobet       | + 31' 39"    |
| Achtste                                | Federico Bahamontes | + 40' 44"    |
| Negende                                | Louis Bergaud       | + 48' 33"    |
| Tiende                                 | Jos Hoevenaars      | + 58' 26"    |
| Rode Lantaarn                          | Walter Favre (78e)  | + 3h 49' 28" |
| Puntenklassement                       | Jean Graczyk        | 247 punten   |
| Tweede                                 | Jef Planckaert      | 406 punten   |
| Derde                                  | André Darrigade     | 553 punten   |
| Bergklassement                         | Federico Bahamontes | 78 punten    |
| Tweede                                 | Charly Gaul         | 64 punten    |
| Derde                                  | Jean Dotto          | 34 punten    |
| Ploegenklassement                      | België              | 352h 30' 58" |
| Tweede                                 | Italië              | -            |
| Derde                                  | Luxemburg/Nederland | -            |

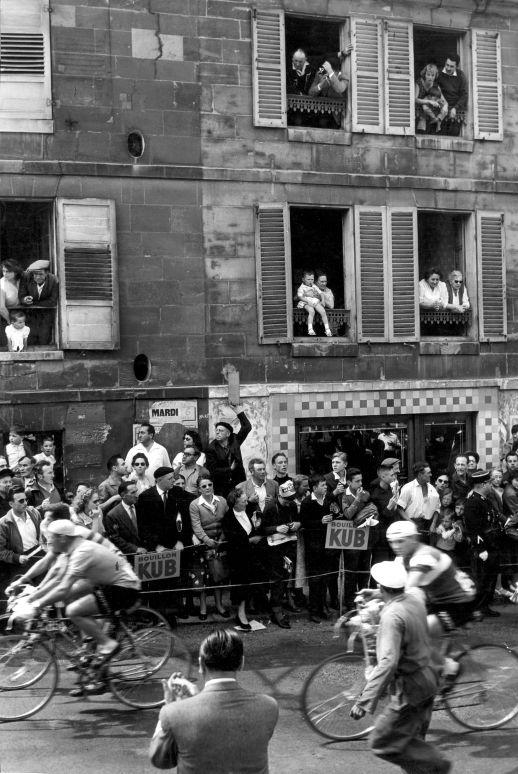
Renners worden bevoorraad.

De 45e editie van de Ronde van Frankrijk ging van start op 26 juni 1958 in Brussel. Hij eindigde op 19 juli in Parijs. Er stonden 120 renners verdeeld over tien ploegen aan de start.
- Aantal ritten: 24
- Totale afstand: 4.319 km
- Gemiddelde snelheid: 36,919 km/u
- Aantal deelnemers: 120
- Aantal uitgevallen: 42

## Verloop
Jacques Anquetil was na zijn overwinning in 1957 de grote favoriet, en kon meteen zijn wensen stellen voor de samenstelling van zijn ploeg: hij wilde niet Louison Bobet en Raphaël Géminiani allebei mee in de ploeg. De Franse coach Marcel Bidot koos voor Bobet, en Géminiani reed dus voor het team Centre-Midi in plaats van in het nationale team.
In de eerste tijdrit was de overwinning verrassend voor Charly Gaul, meer gekend als klimmer, die hiermee duidelijk zijn kandidatuur stelde voor de eindoverwinning. De eerste bergetappe was relatief rustig, tussen de favorieten werden geen grote verschillen gemaakt. Géminiani nam de gele trui over van sprinter André Darrigade. De tweede Pyreneeënetappe was een prooi voor de Spaanse klimmer Federico Bahamontes, die 2 minuten voorsprong had op de andere favorieten. Vito Favero nam de gele trui over dankzij bonificatieseconden.
De achttiende etappe was een klimtijdrit naar de top van de Mont Ventoux. Gaul won deze etappe met 30 seconden voorsprong op Bahamontes, en nog grotere verschillen met de overige favorieten. Hij klom naar de derde plaats in het klassement, achter Géminiani en Favero. Het leek zeer waarschijnlijk dat hij in de Alpen een definitieve dreun zou geven. De volgende dag bleek Gaul echter een stuk minder sterk dan verwacht, en toen hij ook nog mechanische problemen aan zijn fiets kreeg, was het over voor hem - Géminiani, Favero en Anquetil reden bij hem weg, en uiteindelijk finishte hij met 10 minuten achterstand. In de laatste bergrit, naar Aix-les-Bains, viel Gaul alsnog aan. Slechts Bahamontes wist te volgen, en Géminiani verloor deze etappe 15 minuten. Favero en Géminiani stonden nog voor Gaul, maar het verschil was maar klein, en met een overwinning in de afsluitende tijdrit wist de Luxemburger ook hen in te halen, en hij bracht het geel in een lange afsluitende etappe naar Parijs.

## Belgische en Nederlandse prestaties
In totaal namen er twaalf Belgen en acht Nederlanders deel aan de Tour van 1958.

### Belgische etappezeges
Martin Van Geneugden won de zesde etappe van Caen naar Saint Brieuc en de twaalfde etappe van Bordeaux naar Dax.

### Nederlandse etappezeges
Gerrit Voorting won de tweede etappe van Gent naar Duinkerken.

## Etappe-overzicht
- 1e Etappe Brussel - Gent: André Darrigade (Fra)
- 2e Etappe Gent - Duinkerken: Gerrit Voorting (Ned)
- 3e Etappe Duinkerken - Le Treport: Gilbert Bauvin (Fra)
- 4e Etappe Le Treport - Versailles: Jean Gainche (Fra)
- 5e Etappe Versailles - Caen: Tino Sabbadini (Fra)
- 6e Etappe Caen - Saint-Brieuc: Martin Van Geneugden (Bel)
- 7e Etappe Saint-Brieuc - Brest: Brian Robinson (GBr)
- 8e Etappe Châteaulin - Châteaulin: Charly Gaul (Lux)
- 9e Etappe Quimper - Saint-Nazaire: André Darrigade (Fra)
- 10e Etappe Saint-Nazaire - Royan: Pierino Baffi (Ita)
- 11e Etappe Royan - Bordeaux: Arrigo Padovan (Ita)
- 12e Etappe Bordeaux - Dax: Martin Van Geneugden (Bel)
- 13e Etappe Dax - Pau: Louis Bergaud (Fra)
- 14e Etappe Pau - Luchon: Federico Bahamontes (Spa)
- 15e Etappe Luchon - Toulouse: André Darrigade (Fra)
- 16e Etappe Toulouse - Béziers: Pierino Baffi (Ita)
- 17e Etappe Béziers - Nîmes: André Darrigade (Fra)
- 18e Etappe Tijdrit Mont Ventoux: Charly Gaul (Lux)
- 19e Etappe Carpentras - Gap: Gastone Nencini (Ita)
- 20e Etappe Gap - Briançon: Federico Bahamontes (Spa)
- 21e Etappe Briançon - Aix-les-Bains: Charly Gaul (Lux)
- 22e Etappe Aix-les-Bains - Besançon: André Darrigade (Fra)
- 23e Etappe Besançon - Dijon: Charly Gaul (Lux)
- 24e Etappe Dijon - Parijs: Pierino Baffi (Ita)

## In populaire cultuur
Van 1947 tot en met 1964 tekende de Belgische striptekenaar Marc Sleen een jaarlijks humoristisch verslag van alle ritten van de Ronde van Frankrijk in zijn stripreeks  De Ronde van Frankrijk. Ook de Tour van 1958 was hierbij.

## Trivia
Tijdens deze editie werd voor de tweede keer Nederland aangedaan. De 2e etappe van Gent naar Duinkerken ging 10 km door Zeeuws-Vlaanderen. 
 winnaars gele trui · 
 puntenklassement · 
 bergklassement · 
 jongerenklassement · 
 tussensprintklassement · 
 combinatieklassement · 
 ploegenklassement · 
 strijdlust · 
rode lantaarn
records · meeste deelnames · ranglijst etappewinnaars · bekende beklimmingen · valpartijen · dopinggevallen · Grand Départ · Souvenir Henri Desgrange
1903 · 
1904 · 
1905 · 
1906 · 
1907 · 
1908 · 
1909 · 
1910 · 
1911 · 
1912 · 
1913 · 
1914 ·
1915 ·
1916 ·
1917 ·
1918 · 
1919 · 
1920 · 
1921 · 
1922 · 
1923 · 
1924 · 
1925 · 
1926 · 
1927 · 
1928 · 
1929 · 
1930 · 
1931 · 
1932 · 
1933 · 
1934 · 
1935 · 
1936 · 
1937 · 
1938 · 
1939 · 
1940 ·
1941 ·
1942 ·
1943 ·
1944 ·
1945 ·
1946 ·
1947 · 
1948 · 
1949 · 
1950 · 
1951 · 
1952 · 
1953 · 
1954 · 
1955 · 
1956 · 
1957 · 
1958 · 
1959 · 
1960 · 
1961 · 
1962 · 
1963 · 
1964 · 
1965 · 
1966 · 
1967 · 
1968 · 
1969 · 
1970 · 
1971 · 
1972 · 
1973 · 
1974 · 
1975 · 
1976 · 
1977 · 
1978 · 
1979 · 
1980 · 
1981 · 
1982 · 
1983 · 
1984 · 
1985 · 
1986 · 
1987 · 
1988 · 
1989 · 
1990 · 
1991 · 
1992 · 
1993 · 
1994 · 
1995 · 
1996 · 
1997 · 
1998 · 
1999 · 
2000 · 
2001 · 
2002 · 
2003 · 
2004 · 
2005 · 
2006 · 
2007 · 
2008 · 
2009 · 
2010 · 
2011 · 
2012 · 
2013 · 
2014 · 
2015 · 
2016 · 
2017 · 
2018 · 
2019 ·
2020 · 
2021 · 
2022 · 
2023 · 
2024 · 
2025